# كيرك هيرشي
كيرك هيرشي (بالإنجليزية: Kirk Hershey)‏ هو لاعب كرة قدم أمريكية أمريكي، ولد في 7 يوليو 1918 في فيلادلفيا في الولايات المتحدة، وتوفي في 23 يناير 1979 في بالم بيتش في الولايات المتحدة.

## وصلات خارجية
- كيرك هيرشي على موقع مرجع كرة القدم المحترفة.كوم (الإنجليزية)